# Nu te supăra, dar...
Nu te supăra, dar… este un film românesc din 2007 regizat de Adina Pintilie.